# کنت، شهرستان جفرسون، ایندیانا
کنت (به انگلیسی: Kent) یک منطقهٔ مسکونی در ایالات متحده آمریکا است که در شهرستان جفرسون، ایندیانا واقع شده‌است. کنت ۰٫۲۷ کیلومتر مربع مساحت و ۷۰ نفر جمعیت دارد و ۲۱۷٫۰۲ متر بالاتر از سطح دریا واقع شده‌است.